# Ayman Abdel-Aziz
Ayman Abdel-Aziz (Gobernación Oriental, Egipto, 20 de noviembre de 1978) es un exfutbolista egipcio.

## Trayectoria
Fue internacional con la selección de fútbol de Egipto con la que disputó la Copa Africana de Naciones 2002 y la clasificación de CAF para la Copa Mundial de Fútbol de 2002. Ganó la Copa de Turquía en 2002.